# Aéroport de Panzhihua Bao'anying
L'aéroport de Panzhihua Bao'anying (code IATA : PZI • code OACI : ZUZH) est un aéroport desservant la ville de Panzhihua dans la province du Sichuan en Chine.
La construction de l'aéroport a commencé en 2000 et a coûté un total de 1,1 milliard de yuans pour être mis en service en décembre 2003.
L'aéroport a dû être fermé le 25 juin 2011 après un important glissement de terrain et a été rouvert le 29 juin 2013 après deux ans de réparations.